# Nederland Distributieland
Nederland Distributieland (NDL/HIDC) is een vereniging die zich direct of indirect bezighouden met logistiek en supply chain management. De vereniging is in 1987 opgericht en zetelt in Zoetermeer.
De kerntaak van de organisatie is om Nederland in het buitenland te promoten als ‘Gateway to Europe’. In het buitenland is NDL/HIDC actief onder de naam Holland International Distribution Council. NDL/HIDC geeft advies aan buitenlandse bedrijven die hun producten (willen) afzetten op de Europese markt en biedt hulp bij het opzetten of herstructureren van hun Europese distributie. NDL/HIDC vervult de rol van matchmaker door bedrijven in het buitenland direct of indirect in contact te brengen met de leden, zodat beide partijen nieuwe contracten kunnen afsluiten. 
NDL/HIDC geeft daarnaast voorlichting en beleidsadviezen aan onder andere het bedrijfsleven en de overheid. De vereniging brengt organisaties met elkaar in contact om kennis en ideeën uit te wisselen over alle aspecten van logistiek. Dat gebeurt bijvoorbeeld via seminars, congressen, workshops en individuele bezoeken. 